# Nave Bianca

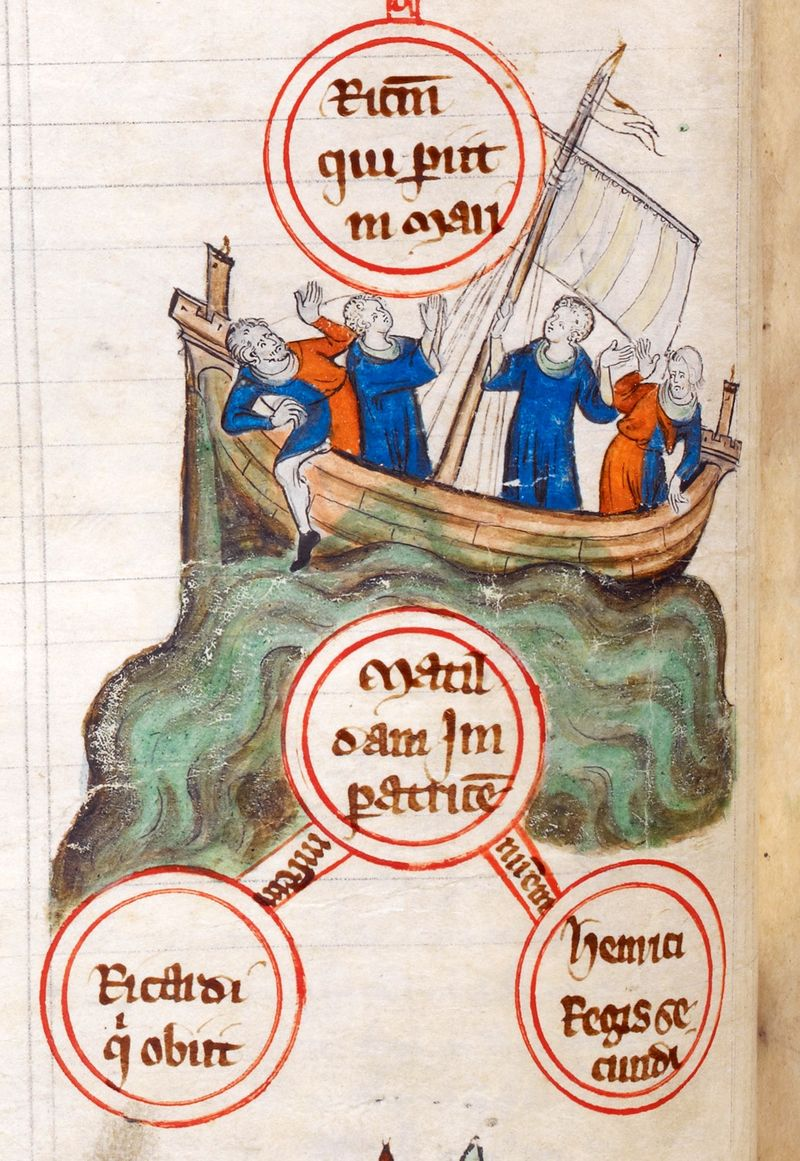
Il naufragio della Nave Bianca, miniatura del XII secolo.

La Nave Bianca (in francese Blanche-Nef, in inglese White Ship) fu una nave normanna che fece naufragio al largo del Cotentin il 25 novembre 1120, con a bordo circa 140 nobili normanni, tra cui l'erede legittimo al trono inglese, il principe Guglielmo Adelin figlio di Enrico I.

## Il naufragio
La nave era di proprietà di Thomas FitzStephen (Thomas fi(l)z Estienne), il cui padre Stephen FitzAirard (Estienne fi(l)z Airard) era stato capitano della nave Mora al servizio di Guglielmo il Conquistatore durante l'invasione dell'Inghilterra del 1066. FitzStephen offrì ad Enrico I di servirsene per fare ritorno in patria da Barfleur, in Normandia. Enrico aveva già organizzato il proprio viaggio, ma suggerì che la utilizzasse suo figlio Guglielmo, insieme a molti altri nobili col loro seguito.
Secondo Orderico Vitale l'equipaggio chiese a Guglielmo un rifornimento di vino, che fu concesso in grande abbondanza; al momento della partenza la nave ospitava circa 300 persone, sebbene alcune fossero state sbarcate per le eccessive libagioni.
Il comandante della nave, Thomas FitzStephen, ricevette l'ordine da parte dei suoi ospiti di affrettarsi per raggiungere la nave del re, che già era salpata. La Nave Bianca era veloce, della miglior fattura e recentemente equipaggiata con nuove attrezzature, il che rese comandante e ciurma fiduciosi di poter arrivare in Inghilterra per primi. Ma, levata l'ancora nell'oscurità, urtò uno scoglio chiamato  
Quillebeuf, e affondò rapidamente.
Guglielmo Adelin riuscì a salire su una piccola barca, e si sarebbe potuto salvare ma tornò indietro a salvare la sua sorellastra Matilda, che udiva chiamare aiuto. La barchetta fu trascinata a fondo dagli altri naufraghi che cercavano scampo, e Guglielmo perì con loro. Secondo Orderico Vitale ci furono solo due sopravvissuti, aggrappati alle rocce per tutta la notte: uno era un macellaio di Rouen di nome Bérold, il quale, vestito di un abito in pelo di montone, evitò l'ipotermia, l'altro era Geoffrey de l'Aigle. Orderico Vitale aggiunge che quando Thomas FitzStephen dopo il naufragio affiorò in superficie e si rese conto che Guglielmo Adelin non era sopravvissuto, preferì lasciarsi annegare piuttosto che affrontare l'ira del re.
Una leggenda narra che la nave fosse destinata al disastro poiché non era stato consentito ai sacerdoti di impartire la normale benedizione alla nave prima della partenza, su una rotta all'epoca notoriamente pericolosa.
Guillaume de Nangis attribuisce l'affondamento della nave al peccato di sodomia di cui sarebbero stati colpevoli quasi tutti gli uomini a bordo, il che riflette la visione medievale del peccato quale causa diretta di disastri e pestilenze. Un'altra teoria, quella dell'omicidio di massa, è espressa da Victoria Chandler

## Ripercussioni
Una conseguenza diretta della morte di Guglielmo Adelin fu il tormentato periodo della storia inglese noto come "Anarchia". Il disastro lasciò ad Enrico I un unico discendente legittimo, sua figlia Matilde; sebbene Enrico avesse costretto i suoi baroni a riconoscere dietro giuramento la legittimità di Matilde in quanto erede, questi alla morte del sovrano erano riluttanti ad accettare Matilde quale propria regina regnante (una donna non aveva mai regnato da sola sul trono inglese, Matilde inoltre aveva nel frattempo sposato Goffredo V d'Angiò, nemico tradizionale della nobiltà normanna).
Stefano di Blois, cugino di Matilde e nipote di re Enrico in quanto figlio di sua sorella Adele, avanzò la pretesa di salire al trono, e lo stesso fecero i suoi fratelli Tebaldo e Guglielmo di Sully.
Dopo la morte di Enrico I Matilde e il marito intrapresero una lunga e rovinosa guerra contro Stefano e i suoi alleati per il controllo del trono, l'Anarchia durò dal 1135 al 1153 con effetti devastanti specie per l'Inghilterra meridionale.
L'episodio fu ugualmente importante per la politica del re di Francia, il quale sino ad allora aveva bilanciato il peso della Normandia appoggiandosi all'Angiò. Unificando la Normandia, l'Inghilterra e l'Angiò sotto un'unica mano, il matrimonio di Matilde con Goffredo V portò il dominio anglo-normanno sino alla Loira. In seguito il matrimonio del figlio di Matilde, Enrico, con Eleonora d'Aquitania, portò tale dominio sino ai Pirenei.

## Vittime
Fra i 300 passeggeri e membri d'equipaggio stimati da Orderico Vitale, le vittime più illustri furono:
- Guglielmo Adelin, unico figlio legittimo del re Enrico I d'Inghilterra[10]
- Matilde, principessa normanna, figlia naturale di Enrico I e moglie di Rotrou III conte di Perche[10]
- Richard, visconte d'Avranches e conte di Chester, e sua moglie Matilde di Blois (sorella di Stefano di Blois)[10]
- Otvar (Othoël) d'Avranches, fratellastro di Richard d'Avranches e precettore del principe Guglielmo[10]
- Raoul le Rouge de Pont-Échanfray[10]
- Yves II de Grandmesnil e suo fratello[10]
- Guillaume de Pirou, siniscalco reale
- Guillaume Bigot[11]
- Godefroi de l'Aigle
- Gilbert d'Exmes